# Обірки (Сарненський район)
Обі́рки — село в Україні, у Сарненській міській громаді Сарненського району Рівненської області. Населення становить 221 осіб.
Відповідно до Розпорядження Кабінету Міністрів України від 12 червня 2020 року № 722-р «Про визначення адміністративних центрів та затвердження територій територіальних громад Рівненської області» увійшло до складу Сарненської міської громади.

## Географія
Село розташоване на правому березі річки Случ.
Село належить до 3 зони радіоактивного забруднення.

## Населення
За переписом населення 2001 року в селі мешкало 219 осіб.

### Мова
Розподіл населення за рідною мовою за даними перепису 2001 року:
| Мова       | Відсоток |
| ---------- | -------- |
| українська | 99,10 %  |
| російська  | 0,90 %   |